# Nump
Nump ist eine Alternative-Metal-Band aus dem Raum Würzburg/Kitzingen, die 2004 gegründet wurde. In ihrer Musik finden sich des Weiteren Elemente des Progressive Metal und Groove-Metal-Parts.

## Geschichte

### Anfänge / Sigh of Relief / 2004–2007
Nump wurde 2004 in Nenzenheim, Landkreis Kitzingen, gegründet. 2005 trat die Band in der Aftershow von Die Apokalyptischen Reiter und End of Green auf. Es folgten mehrere Auszeichnungen bei Bandcontests im Würzburger Umfeld. Es folgten Konzerte im Vorprogramm von unter anderem Subway to Sally, Saltatio Mortis, Pain, Kreator und The New Black. 
2006 erschien mit Sigh of Relief das erste Album in Eigenproduktion. Hierzu erschien 2007 das Musikvideo Red Button. Thorsten Geschwandtner und Sebastian Goeß wurden offizielle Endorsement-Partner des polnischen Gitarrenherstellers Mayones.

### Reflections / 2007–2010
Im Spätsommer 2007 wurde die Produktion des zweiten Albums angegangen, das 2008 unter dem Namen Reflections in Eigenregie veröffentlicht und vertrieben wurde. Im Sommer 2008 wurde das Indie-Label Wolfpack auf Nump aufmerksam, ab November 2008 waren die bisherigen beiden Alben dann über das Plattenlabel erhältlich.
Zum Jahresende 2009 verließ Gitarrist Sebastian Goeß die Band. Bis im Oktober 2010 Markus Ritziger fester Gitarrist wurde, wurde die Position des zweiten Gitarristen von wechselnden Musikern übernommen. Aufgrund von Unstimmigkeiten wurde außerdem die Zusammenarbeit mit Wolfpack wieder beendet.

### Eruption / 2010–2014
2010 erzielte Nump bei dem von Musikhaus Thomann veranstalteten Wettbewerb „Nachwuchsband des Jahres 2010“ den dritten Platz. 2011 folgte die Produktion des dritten Albums Eruption, bevor Ende 2011 Stefan Benak für Kai Liczewskis die Position am Bass einnahm.
Die Veröffentlichung von Eruption erfolgte im April 2012 über das Osnabrücker Label Timezone. In diesem Zusammenhang wurde auch ein weiteres Musikvideo zum Song Reborn veröffentlicht. Zudem kam es zu einer weiteren Umbesetzung. An die Stelle von Gitarrist Markus Ritzinger ist Timmy Kosa getreten, der Ende 2013 von Robert Koch abgelöst wurde.

### Sun Is Cycling / 2014-heute

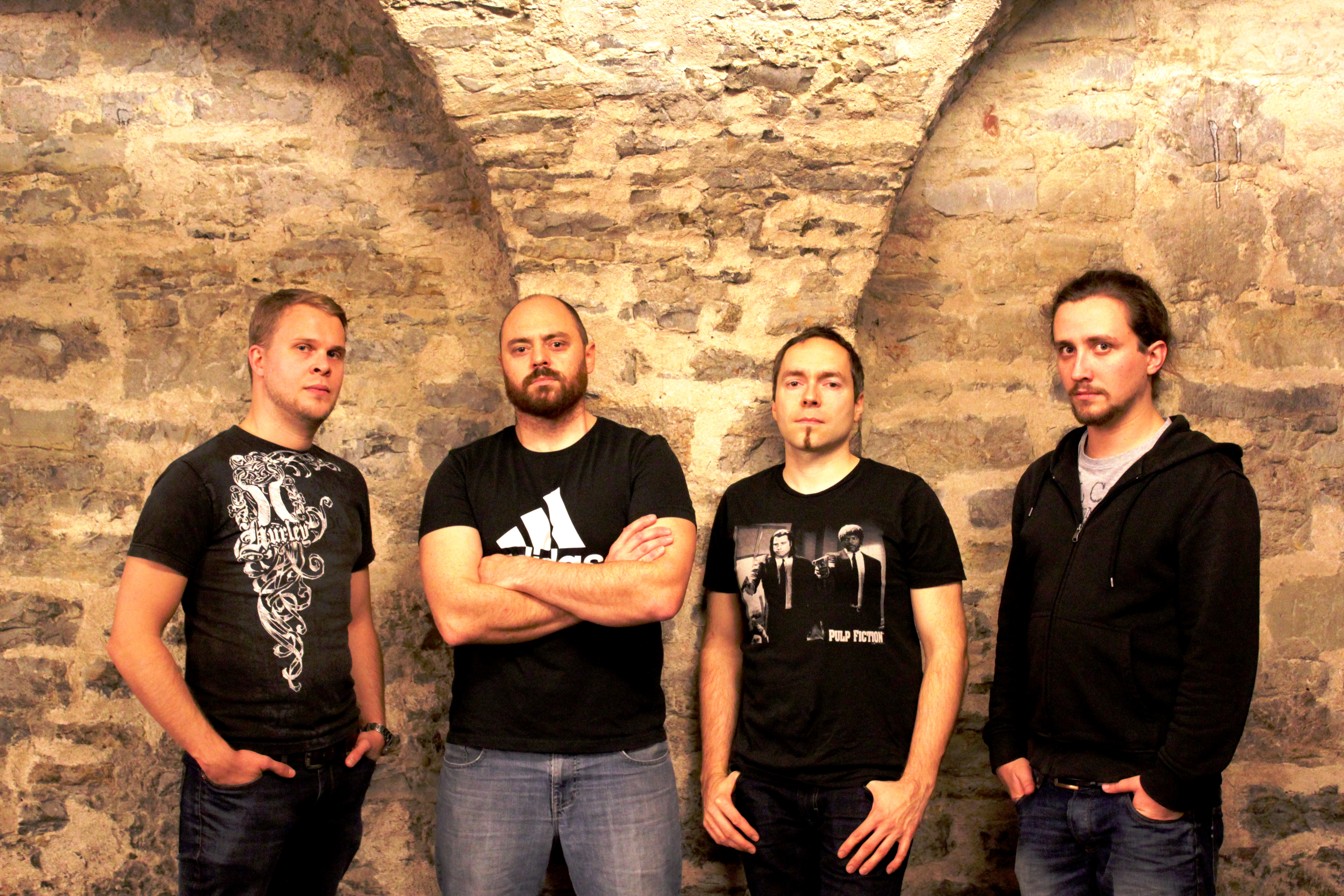
Nump in Viererbesetzung 2015

Die Band arbeitet seit Mitte 2014 an einer neuen CD. Diese sollte im ersten Quartal 2017 erscheinen und den Namen Sun Is Cycling tragen. Während der Arbeiten an Sun Is Cycling verließ Robert Koch Nump, wodurch sich die Band gezwungen sah die CD für eine Besetzung ohne zweiten Gitarristen zu konzeptionieren. Erstmals wurden Teile einer CD im Sonic Storm-Studio Würzburg aufgenommen. Der Produzent Dominik Heidinger übernahm seit Ende 2016 den Platz an der zweiten Gitarre.
Jedoch verzögerten sich die Arbeiten an der CD, da die Produktion nun doch aufwendiger gestaltet werden sollte. Somit wurde die Veröffentlichung von Sun Is Cycling auf den 20. Oktober 2017 datiert. Vorab veröffentlichte die Band mehrere Teaser-Videos sowie ein Musikvideo zu Social Cancer und zwei Lyrics-Video zu Blood on Their Hands und Cold at Night.

## Diskografie

### Studioalben
- 2006: Sigh of Relief (Eigenvertrieb, später über Wolfpack)
- 2008: Reflections (Eigenvertrieb, später über Wolfpack)
- 2011: Eruption (Timezone)
- 2017: Sun Is Cycling (Timezone)

### Musikvideos
- 2007: Red Button
- 2012: Reborn (Singleauskopplung von Eruption)
- 2017: Social Cancer
- 2017: Blood on Their Hands (Lyrics-Video)
- 2017: Cold at Night (Lyrics-Video)